# Nueva Casa de Teras
Nueva Casa de Teras es un ejido del municipio de Cajeme ubicado en el sur del estado mexicano de Sonora, en la zona del valle del Yaqui. Según los datos del Censo de Población y Vivienda realizado en 2020 por el Instituto Nacional de Estadística y Geografía (INEGI), Nueva Casa de Teras tiene un total de 292 habitantes.

## Geografía
El ejido se sitúa en las coordenadas geográficas 27°13'29" de latitud norte y 109°59'31" de longitud oeste del meridiano de Greenwich, a una elevación de 14 metros sobre el nivel del mar.